# Meta (djur)
Meta är ett släkte av spindlar som beskrevs av Carl Ludwig Koch 1836. Meta ingår i familjen käkspindlar.

## Dottertaxa tillMeta, i alfabetisk ordning[1][2]
- Meta abdomenalis
- Meta barreti
- Meta baywanga
- Meta birmanica
- Meta bourneti
- Meta dolloff
- Meta gertschi
- Meta japonica
- Meta longipalpis
- Meta maculata
- Meta manchurica
- Meta melanicruciata
- Meta menardi
- Meta merianopsis
- Meta meruensis
- Meta milleri
- Meta minima
- Meta mixta
- Meta monogrammata
- Meta montana
- Meta nebulosa
- Meta nigra
- Meta nigridorsalis
- Meta obscura
- Meta ovalis
- Meta qianshanensis
- Meta reticuloides
- Meta rufolineata
- Meta serrana
- Meta shenae
- Meta simlaensis
- Meta stridulans
- Meta tiniktirika
- Meta trivittata
- Meta turbatrix
- Meta vacillans
- Meta villiersi